# Сінпунданг (лінія метро, Сеул)
Сінпунданг (лінія метро, Сеул) (кор. 신분당선) — лінія швидкісного міжміського метрополітену що обслуговує Сеул, міста-супутники Соннам і Йон'ін, та місто Сувон.

## Історія
Будівництво початкової ділянки розпочалося 24 червня 2005 року, дільниця «Кангнам» — «Чонгча» з 6 станцій та 17, 3 км відкрилася 28 жовтня 2011 року. Лінія стала другою повністю автоматизованою лінією метро в Кореї після Четвертої лінії Пусанського метро. Розширення лінії ще на 6 станцій відбулося в 2016 році, станція «Мігим» відкрилася на діючій дільниці в 2018 році.

## Лінія
Рухомий склад складається з 120 вагонів, лінію обслуговують 20 шестивагонних потягів що живляться від повітряної контактної мережі. Рух потягів здійснюється в автоматизованому режимі без допомоги машиністів. Завдяки незвично великим перегонам між станціями середня швидкість потягів складає понад 90 км/г. Працює з 5:30 до 0:50, інтервал руху складає від 2,5 хвилин у годину пік та до 8 хвилин пізно ввечері.

## Станції
Всі станції на лінії закритого типу, з довжиною платформ 200 метрів під приймання десятивагонних потягів.
Станції з півночі на південь, від Сеула до Сувона.
| Сінпунданг |                             |                  |                            |                                |             |                                         |                |
| № станції  | Назва українською           | Назва корейською | Назва англійською          | Розташування                   | Пересадка   | Тип                                     | Дата відкриття |
| D07        | «Кангнам»                   | 강남             | «Gangnam»                  | Район Кангнам, Сеул            | Друга лінія | Підземна з береговими платформами       | 28 жовтня 2011 |
| D08        | «Янгче»                     | 양재             | «Yangjae»                  | Район Сочхо, Сеул              | Третя лінія | Підземна з береговими платформами       | 28 жовтня 2011 |
| D09        | «Міський ліс Янгче»         | 양재시민의숲     | «Yangjae Citizen's Forest» | Район Сочхо, Сеул              |             | Підземна з береговими платформами       | 28 жовтня 2011 |
| D10        | «Чхонгьосан Іпку»           | 청계산입구       | «Cheonggyesan»             | Район Сочхо, Сеул              |             | Підземна з береговими платформами       | 28 жовтня 2011 |
| D11        | «Пханкьо»                   | 판교             | «Pangyo»                   | Місто Соннам, провінція Кьонгі | Кьонгганг   | Підземна з береговими платформами       | 28 жовтня 2011 |
| D12        | «Чонгча»                    | 정자             | «Jeongja»                  | Місто Соннам, провінція Кьонгі | Пунданг     | Підземна з береговими платформами       | 28 жовтня 2011 |
| D13        | «Мігим»                     | 미금             | «Migeum»                   | Місто Соннам, провінція Кьонгі | Пунданг     | Підземна з береговими платформами       | 28 квітня 2018 |
| D14        | «Донгчхон»                  | 동천             | «Dongcheon»                | Йон'ін, провінція Кьонгі       |             | Підземна з береговими платформами       | 30 січня 2016  |
| D15        | «Адміністрація району Сучі» | 수지구청         | «Suji-gu Office»           | Йон'ін, провінція Кьонгі       |             | Підземна з береговими платформами       | 30 січня 2016  |
| D16        | «Сонгбок»                   | 성복             | «Seongbok»                 | Йон'ін, провінція Кьонгі       |             | Підземна з береговими платформами       | 30 січня 2016  |
| D17        | «Сангхьон»                  | 상현             | «Sanghyeon»                | Йон'ін, провінція Кьонгі       |             | Підземна з береговими платформами       | 30 січня 2016  |
| D18        | «Квангкьо Чунганг»          | 광교중앙         | «Gwanggyo Jungang»         | Місто Сувон, провінція Кьонгі  |             | Підземна з двома острівними платформами | 30 січня 2016  |
| D19        | «Квангкьо»                  | 광교             | «Gwanggyo»                 | Місто Сувон, провінція Кьонгі  |             | Наземна з береговими платформами        | 30 січня 2016  |

## Розвиток
Будується розширення лінії на 3 станції далі на північ до станції «Сінса» Третьої лінії, відкриття заплановане на початок 2022 року. Незабаром почнеться будівництво нової дільниці в напрямку історичного центру Сеула, на цій дільниці планується спорудження тунелю під річкою Хан.

## Галерея

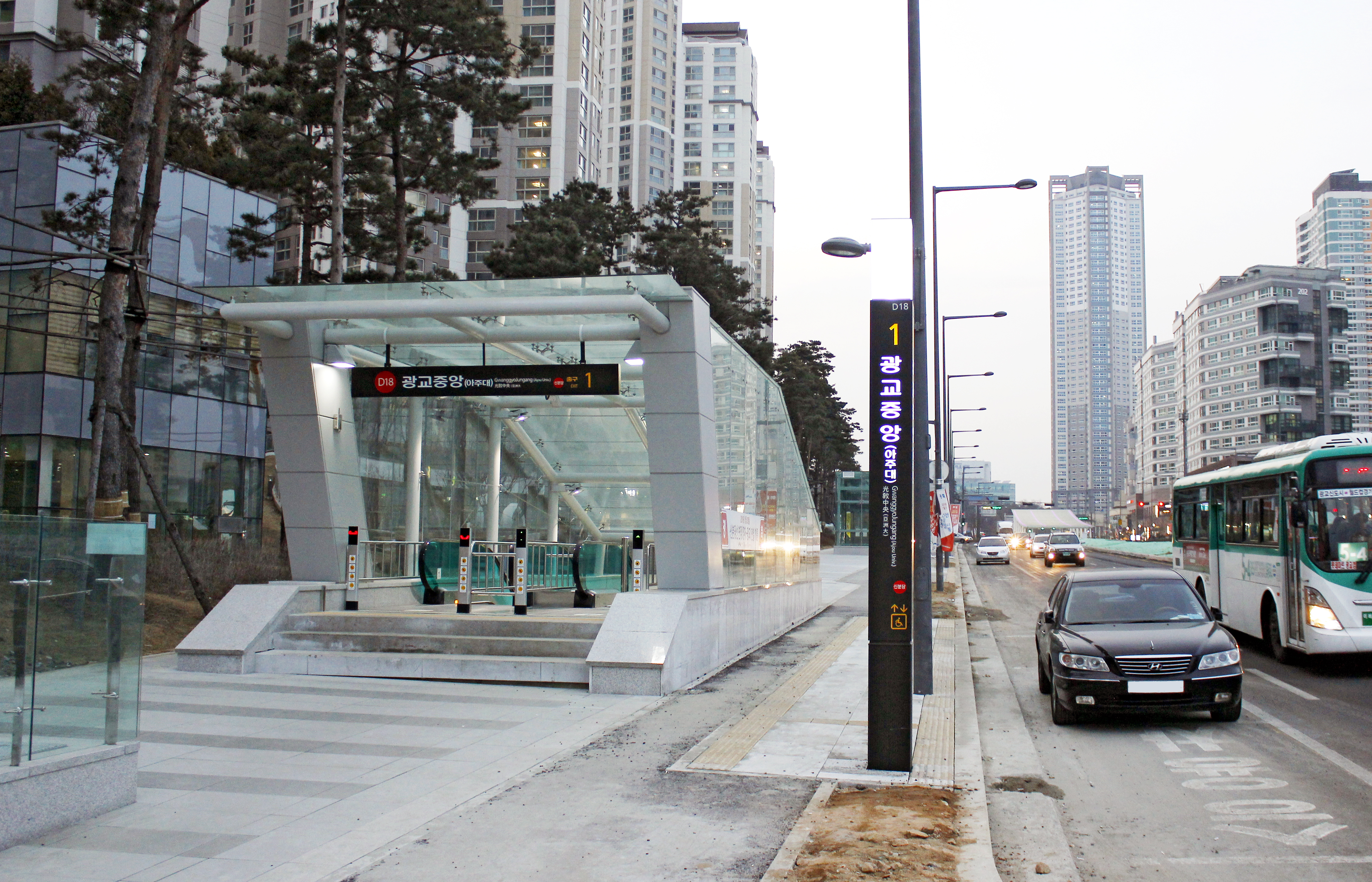
Один з виходів зі станції «Квангкьо-Чунганг»
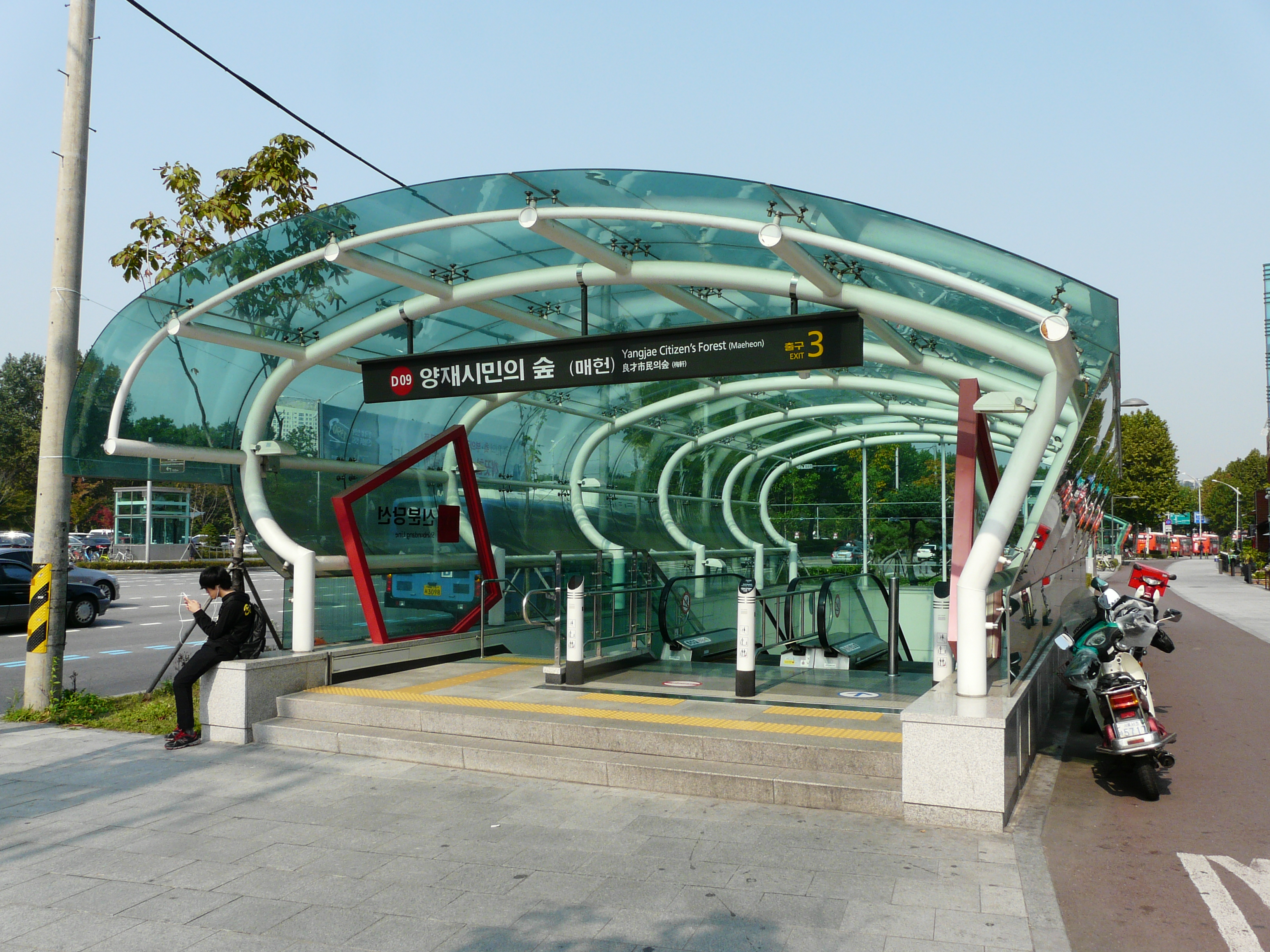
Один з виходів зі станції «Міський ліс Янгче»
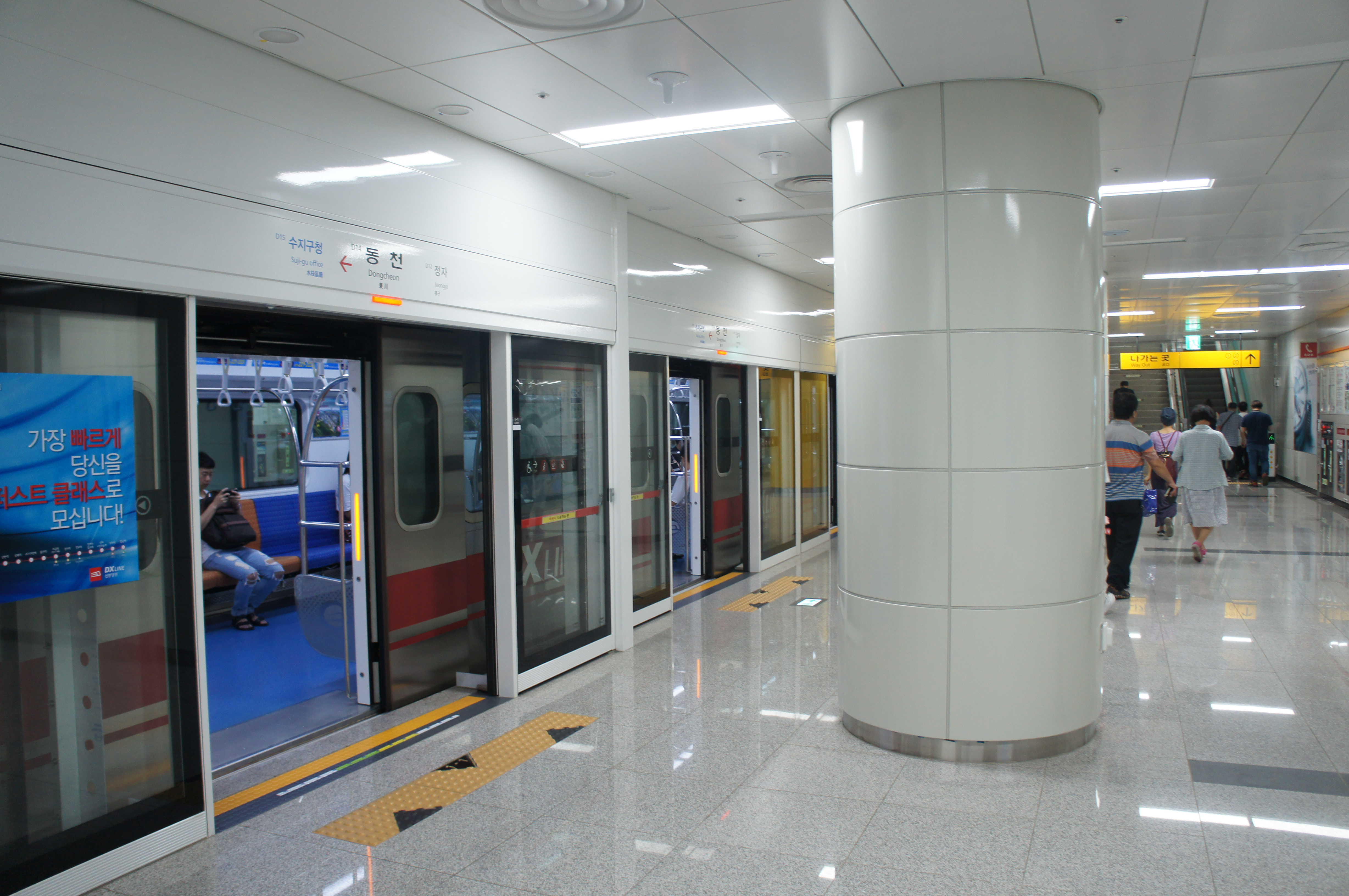
Платформа станції «Донгчхон»
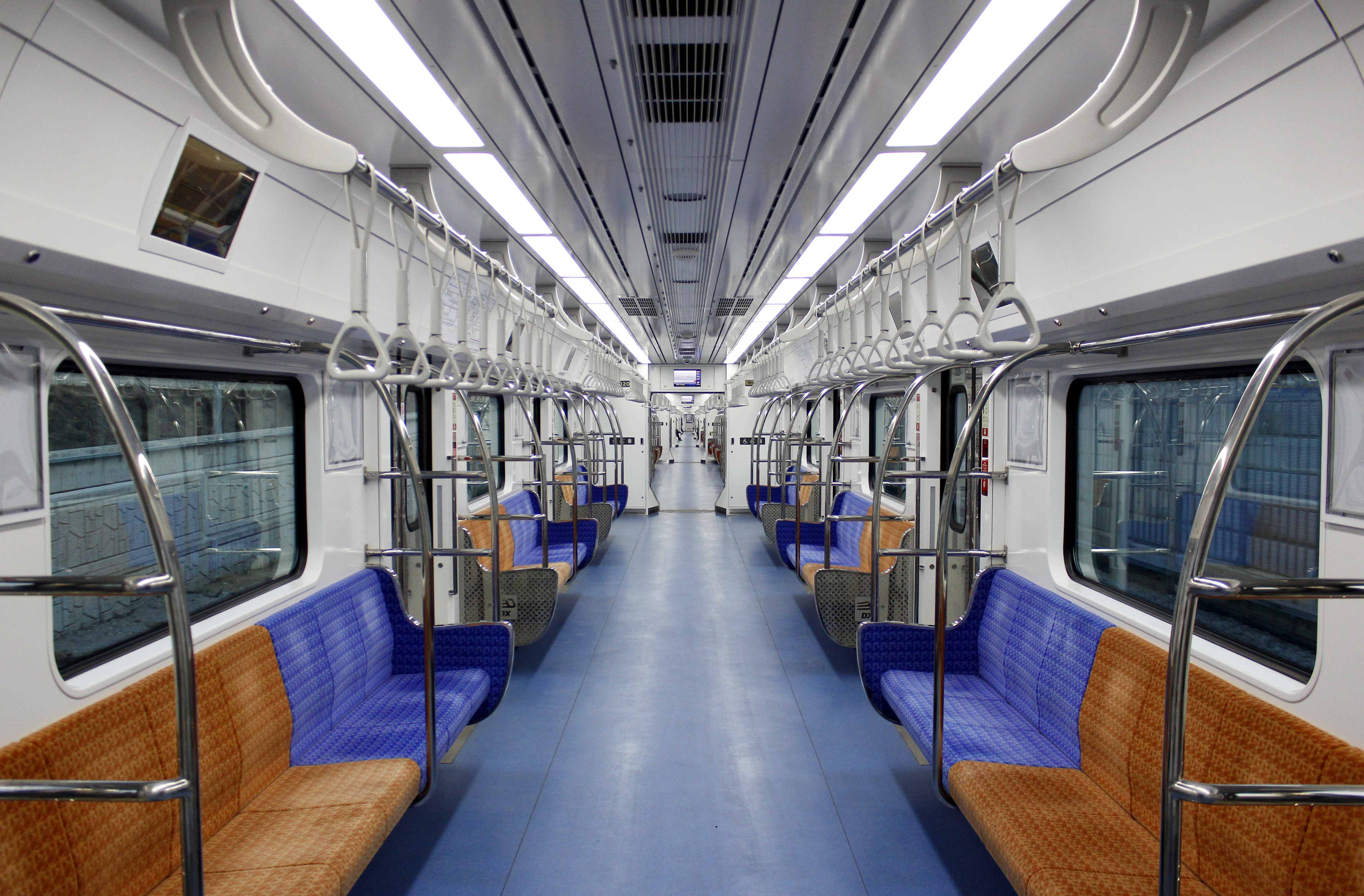
Всередині потягу